# Baltský svaz
Baltský svaz (estonsky Läänemere Liit) bylo sdružení přátel pobaltských zemí založené v roce 1974 spisovatelem a překladatelem z estonštiny Vladimírem Macurou.
Baltský svaz pořádal výroční kongresy obdivovatelů pobaltských kultur a další akce, rovněž vydával vlastní časopis. Působil ilegálně, protože za komunistického režimu nebylo možno veřejně vyjadřovat podporu pobaltským národům, tehdy okupovaným Sovětským svazem.
Po převratu se Baltský svaz stal registrovaným sdružením, ale jeho činnost se do značné míry přelila do nově vzniklých legálně působících spolků, především do Česko-estonského klubu. Definitivně zanikl v roce 1999 po smrti Vladimíra Macury.